# Kanton Val d’Ariège
Der Kanton Val d’Ariège ist ein französischer Wahlkreis im Département Ariège in der Region Okzitanien. Er umfasst 28 Gemeinden aus dem Arrondissement Foix. Durch die landesweite Neuordnung der französischen Kantone wurde er 2015 neu geschaffen.

## Gemeinden
Der Kanton besteht aus 28 Gemeinden und Gemeindeteilen mit insgesamt 14.919 Einwohnern (Stand: 1. Januar 2022) auf einer Gesamtfläche von 298,33 km²:
| Gemeinde                | Einwohner 1. Januar 2022 | Fläche km² | Dichte Einw./km² | Code INSEE | Postleitzahl |
| ----------------------- | ------------------------ | ---------- | ---------------- | ---------- | ------------ |
| Arabaux                 | 80                       | 4,59       | 17               | 09013      | 09000        |
| Baulou                  | 165                      | 14,62      | 11               | 09044      | 09000        |
| Bénac                   | 174                      | 2,80       | 62               | 09049      | 09000        |
| Brassac                 | 621                      | 24,33      | 26               | 09066      | 09000        |
| Burret                  | 44                       | 4,96       | 9                | 09068      | 09000        |
| Calzan                  | 45                       | 3,99       | 11               | 09072      | 09120        |
| Cazaux                  | 45                       | 7,37       | 6                | 09090      | 09120        |
| Coussa                  | 278                      | 7,71       | 36               | 09101      | 09120        |
| Crampagna               | 952                      | 10,02      | 95               | 09103      | 09120        |
| Dalou                   | 784                      | 7,66       | 102              | 09104      | 09120        |
| Gudas                   | 197                      | 10,73      | 18               | 09137      | 09120        |
| Le Bosc                 | 114                      | 25,57      | 4                | 09063      | 09000        |
| L’Herm                  | 189                      | 14,67      | 13               | 09138      | 09000        |
| Loubens                 | 277                      | 11,73      | 24               | 09173      | 09120        |
| Loubières               | 359                      | 2,90       | 124              | 09174      | 09000        |
| Malléon                 | 79                       | 6,78       | 12               | 09179      | 09120        |
| Montégut-Plantaurel     | 319                      | 18,95      | 17               | 09202      | 09120        |
| Pradières               | 124                      | 6,79       | 18               | 09234      | 09000        |
| Saint-Félix-de-Rieutord | 469                      | 6,77       | 69               | 09258      | 09120        |
| Saint-Jean-de-Verges    | 1.288                    | 12,73      | 101              | 09264      | 09000        |
| Saint-Martin-de-Caralp  | 375                      | 9,16       | 41               | 09269      | 09000        |
| Ségura                  | 194                      | 8,77       | 22               | 09284      | 09120        |
| Serres-sur-Arget        | 772                      | 17,73      | 44               | 09293      | 09000        |
| Varilhes                | 3.491                    | 11,76      | 297              | 09324      | 09120        |
| Ventenac                | 235                      | 19,62      | 12               | 09327      | 09120        |
| Vernajoul               | 710                      | 9,08       | 78               | 09329      | 09000        |
| Verniolle               | 2.381                    | 11,26      | 211              | 09332      | 09340        |
| Vira                    | 158                      | 5,28       | 30               | 09340      | 09120        |
| Kanton Val d’Ariège     | 14.919                   | 298,33     | 50               | 0913       | –            |

## Politik
| Vertreter im Departementrat | Vertreter im Departementrat     | Vertreter im Departementrat |
| Amtszeit                    | Namen                           | Partei                      |
| --------------------------- | ------------------------------- | --------------------------- |
| 2015–                       | Martine Esteban Jean-Paul Ferré | PS                          |